# Trentepohlia apoicola
Trentepohlia apoicola är en tvåvingeart som beskrevs av Alexander 1931. Trentepohlia apoicola ingår i släktet Trentepohlia och familjen småharkrankar. Inga underarter finns listade i Catalogue of Life.